# Гамбийско-литовские отношения
Гамбийско-литовские отношения — двусторонние международные отношения между Гамбией и Литвой. Обе страны являются членами ООН. Оба государства были избраны в Совет ООН по правам человека на период 2022—2024 годов.

## История

### Отношения после 1991 года
Дипломатические отношения между государствами были установлены 17 февраля 2000 года.
13-14 ноября 2003 года в Литве состоялось заседание Офиса Комиссии по народонаселению и развитию Экономического и Социального Совета ООН, которое вел посол Литвы в ООН Гедиминас Шеркшнис, а среди членов офиса был и посол Гамбии в ООН. Вечером состоялась встреча секретаря МИД Литвы Шарунаса Адомавичюса с послом Гамбии в ООН.
Несмотря на долгую историю отношений, отношения между двумя государствами остаются минимальными, и ни одно из них не аккредитовало посла в другом.

## Экономическое сотрудничество
В 2018 году товарооборот между Литвой и Гамбией достиг 394,2 тысяч евро.
В торговом балансе преобладает экспорт из Литвы в Гамбию.
- Экспорт составляет 394,2 тысяч евро
- Импорт составляет 200 евро.

| Год                          | 2016  | 2017  | 2018  |
| ---------------------------- | ----- | ----- | ----- |
| Экспорт в Гамбию (тыс. евро) | 154,2 | 214,5 | 394,0 |
| Импорт в Гамбию (тыс. евро)  | 0,0   | 0,0   | 0,2   |

## Граждане Гамбии в Литве
| Год                               | 2016 | 2020 | 2021 | 2022 |
| --------------------------------- | ---- | ---- | ---- | ---- |
| Количество граждан Гамбии в Литве | 2    | 2    | 2    | 2    |